# Januari 2012
| Januari 2012 |
| Månader under 2012: Januari · Februari · Mars · April · Maj · Juni · Juli · Augusti · September · Oktober · November · December ← December 2011 · Januari 2013 → |

## Händelser

### 1 januari
- Det franska territoriet Saint-Barthélemy ändrar status i förhållande till EU från yttersta randområde (OMR) till utomeuropeiska länder och territorier (OCT).
- Danmark övertar ordförandeskapet i Europeiska unionens råd efter Polen.
- En kraftig jordbävning med magnituden 7,0 inträffar nära Izuöarna, cirka 50 mil från den japanska huvudstaden Tokyo vid halv tre på eftermiddagen.
- I Norge har ett 50-tal personer evakuerats efter morgonens flera hundra meter långa jordskred söder om Trondheim. Inga människor har skadats.

### 6 januari
- Jonas Sjöstedt väljs till ny partiledare för Vänsterpartiet efter Lars Ohly.

### 7 januari
- Elva personer omkommer en när luftballong störtar drygt åtta mil norr om huvudstaden Wellington i Nya Zeeland. Luftballongen förvandlas till en eldboll när den flyger in i några kraftledningar.

### 13 januari
- Det italienska kryssningsfartyget M/S Costa Concordia går på grund och kantrar utanför Italiens västkust.

### 21 januari
- De svenska Socialdemokraternas partiledare Håkan Juholt avgår efter knappt tio månader på posten.

### 27 januari
- IF Metalls ordförande Stefan Löfven väljs till ny partiledare för Socialdemokraterna.[1]